# 保羅·羅賓遜 (1982年)
保羅·馬克·占士·羅賓遜（英語：Paul Mark James Robinson，1982年1月7日—）是一名英格蘭職業足球運動員，司職後衛，出身米禾爾青訓系統，現時效力英乙球會樸茨茅夫。

## 生平
羅賓遜出身米禾爾青訓系統，經歷青訓學院及預備隊而晉身一隊。2002年11月9日於主場2-1擊敗普雷斯頓首次上陣，在下半場替補（Darren Ward）登場。2003年1月11日主場4-0擊敗屈福特初次正選上陣，三天後在英格蘭足總盃第三圈重賽對劍橋聯，羅賓遜於70分鐘接應彼得·史維利開出的角球頂入，取得個人首個入球並將比數再度扳平2-2，最終米禾爾反勝3-2晉級第四圈對修咸頓。由於球隊後防傷兵問題嚴重，羅賓遜承時崛起，在各項賽事合共上陣18場。翌季羅賓遜繼續強勢表現，直到2003年11月8日作客1-3負於诺里奇城，羅賓遜於追截戴倫·亨格比時跌倒，需要用擔架抬離場，其後證實膝蓋前十字韌帶重創，因而提早結束球季，僅上陣9場，全部擔任正選。
於傷勢復原後，羅賓遜於2004年12月被外借到英甲球會托基聯爭取恢復狀態，上陣13場後結束借用返回米禾爾，自此重回正選陣容，2006年3月6日將於季後約滿的羅賓遜與米禾爾續約兩年，但球隊不幸於球季結束後降班英甲。羅賓遜其後獲時任領隊肯尼·杰基特（Kenny Jackett）委任為隊長。2008年夏季有傳羅賓遜轉投葉士域治，但他作出否認並表示非常高興繼續留隊。
近年羅賓遜數度遭受傷患困擾，2009年1月31日主場1-2負於斯肯索普，羅賓遜半場傷出，賽後證實足部骨折，接受手術後敷上石膏，預計需要缺陣8星期。他趕及在升班附加賽復出，於準決賽對列斯聯首回合主場擔任沒有上陣的板凳球員，到次回合作客則在賽事末段上陣穩定軍心，累計2-1淘汰對手。5月24日溫布萊球場決賽再對斯肯索普，於賽事末段失球反勝為敗，羅賓遜於完場前上陣亦於事無補，最終以2-3落敗錯失升班良機。
2009/10年球季羅賓遜於2009年9月1日在英格蘭聯賽錦標對班列特正式復出，但僅維持了35分鐘便因扭傷腳踝而退下火線，賽後經照射X光證實雖然沒有骨折，但觸傷韌帶又再需要缺陣5星期。他於10月17日作客對史托港復出，並為球隊先拔頭籌，加上隊友尼尔·哈里斯演出帽子戲法，大勝4-0而回。2010年1月28日羅賓遜與米禾爾續約至2013年夏季。球隊以第3位結束球季，與次席的列斯聯相差僅1分而錯失直接升班席位，連續兩年參加升班附加賽。準決賽對哈德斯菲爾德首回合作客兩無記錄，次回合返回主場羅賓遜頂入1球鎖定2-0勝局。2010年5月29日再次進軍溫布萊球場，決賽面對聯賽閉幕日的腳下敗將史雲頓，羅賓遜於39分鐘近門建功一箭定江山，1-0小勝奪得來季英冠最後一張入場劵，完成他的兒時夢想，以隊長身份帶領球隊射入奠勝球在溫布萊奪冠。
2010/11年球季重返英冠後的首場賽事，羅賓遜於作客對布里斯托城射入為米禾爾鎖定3-0勝局。但他於12月10日作客1-1賽和史雲斯又拉傷腿後腱，於聖誕新年魔鬼賽程期間缺陣3星期。他趕及於聖誕新年賽程最後一天復出對打比郡。2011年3月12日作客對般尼，羅賓遜梅開二度協助球隊大勝3-0，一度有望競逐附加賽席位，最終球隊以中游的第9位成績結束球季，季後羅賓遜隨即接受手術治理受傷的膝蓋肌腱。
2011年8月英冠球會雷丁求購羅賓遜，但因出價過低而遭拒絕。
在米尔沃尔足球俱乐部的球衣號碼為5。

## 榮譽
米禾爾
- 英格蘭足球甲級聯賽附加賽冠軍：2009/10年；

## 外部連結
- 足球数据库：保羅·羅賓遜的球员统计数据
- 米禾爾官網簡歷